# Bob Kulick

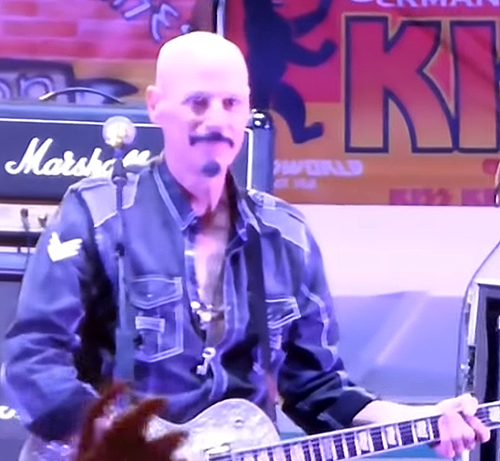
Bob Kulick, 2017

Bob Kulick (* 16. Januar 1950 in Brooklyn, New York; † 28. Mai 2020) war ein US-amerikanischer Gitarrist und Musikproduzent.

## Karriere
Kulick spielte in den frühen 1970er Jahren in verschiedenen lokalen New Yorker Bands und war unter anderem mit Patti LaBelle auf Tournee. Im Januar 1973 war er einer der Gitarristen, die in die engere Auswahl für die Originalbesetzung von Kiss kamen. Obwohl statt ihm Ace Frehley als Gitarrist ausgewählt wurde, blieb er in Kontakt mit Kiss-Sänger Paul Stanley. Er arbeitete als Studiomusiker unter anderem für Lou Reed an dessen Album Coney Island Baby und war gemeinsam mit seinem Bruder Bruce Mitglied der Tourband von Meat Loaf während der Bat Out Of Hell-Tour und der Bat Tour 2. Zunächst ohne Namensnennung spielte er auf einigen der Titel des Kiss-Albums Alive II, im Jahr darauf spielte er auf Paul Stanleys Soloalbum. Anfang der 1980er Jahre war er als Studiomusiker unter anderem an Aufnahmen von Diana Ross, Was (Not Was) und Michael Bolton beteiligt und unterstützte Kiss bei der Aufnahme ihres Albums Creatures of the Night. 1984 empfahl er Kiss seinen Bruder Bruce als neuen Leadgitarristen. Bis Ende der 1980er Jahre spielte er für den Neverland Express, Meat Loafs Tourband. Zudem spielte er auf mehreren Studioalben von W.A.S.P.
Später begann Kulick auch als Musikproduzent zu arbeiten. Für Motörhead produzierte er den mit einem Grammy Award ausgezeichneten Titel Whiplash. Er komponierte und produzierte auch den Titel Sweet Victory für eine Episode der Zeichentrickserie SpongeBob Schwammkopf. Er produzierte zudem mehrere Tributealben, für die er jeweils hochkarätige Musiker gewinnen konnte. Für Humanary Stew – A Tribute to Alice Cooper waren dies unter anderem Dave Mustaine, Roger Daltrey, Ronnie James Dio und Bruce Dickinson; an Butchering The Beatles wirkten unter anderem Billy Gibbons, Billy Idol und Lemmy Kilmister mit. 2008 produzierte er zusammen mit Brett Chassen das Weihnachtsalbum We wish you a metal Xmas and a headbanging new year, auf dem unter anderem Michael Schenker, Dave Grohl, Tony Iommi, Chuck Billy und Tim Owens bekannte Weihnachtslieder neu interpretierten.
Kulick starb Ende Mai 2020 im Alter von 70 Jahren. Er war ab den 1980er-Jahren der langjährige Lebensgefährte der Schauspielerin Stella Stevens.

## Diskografie (Auszug)
- 1976: Coney Island Baby – Lou Reed
- 1978: Paul Stanley – Paul Stanley
- 1982: Killers – Kiss
- 1982: Silk Electric – Diana Ross
- 1983: Born to Laugh at Tornadoes – Was (Not Was)
- 1983: Michael Bolton – Michael Bolton
- 1984: Bad Attitude – Meat Loaf
- 1987: Time for Heroes – Tangerine Dream
- 1991: No Bones About it  – Skull
- 1993: The Crimson Idol – W.A.S.P.
- 1993: Afterlife – Blackthorne
- 2000: Calling the Wild – Doro
- 2000: We Are Motörhead – Motörhead
- 2002: Todd Rundgren & His Friends – Todd Rundgren
- 2005: Heavy Hitters – Michael Schenker Group
- 2008: We wish you a metal Xmas and a headbanging new year – Diverse Musiker
- 2008: Progressive Rock Friends – Asia
- 2009: Play My Game – Tim Owens
- 2017: Skeletons in the Closet